# Estella-Lizarra
Estella-Lizarra – gmina w Hiszpanii, w Nawarze, o powierzchni 15,45 km². W 2011 roku gmina liczyła 14 138 mieszkańców.